# Musée Renoir
Das Musée Renoir (Renoir Museum) in Cagnes-sur-Mer und Le Jardin du musée Renoir – Domaine des Collettes ist dem Maler des Impressionismus Pierre-Auguste Renoir (1841–1919) gewidmet. Es liegt inmitten eines wunderschönen Anwesens mit Oliven- und Zitrusbäumen und bietet einen herrlichen Blick bis zum Cap d’Antibes.

## Geschichte

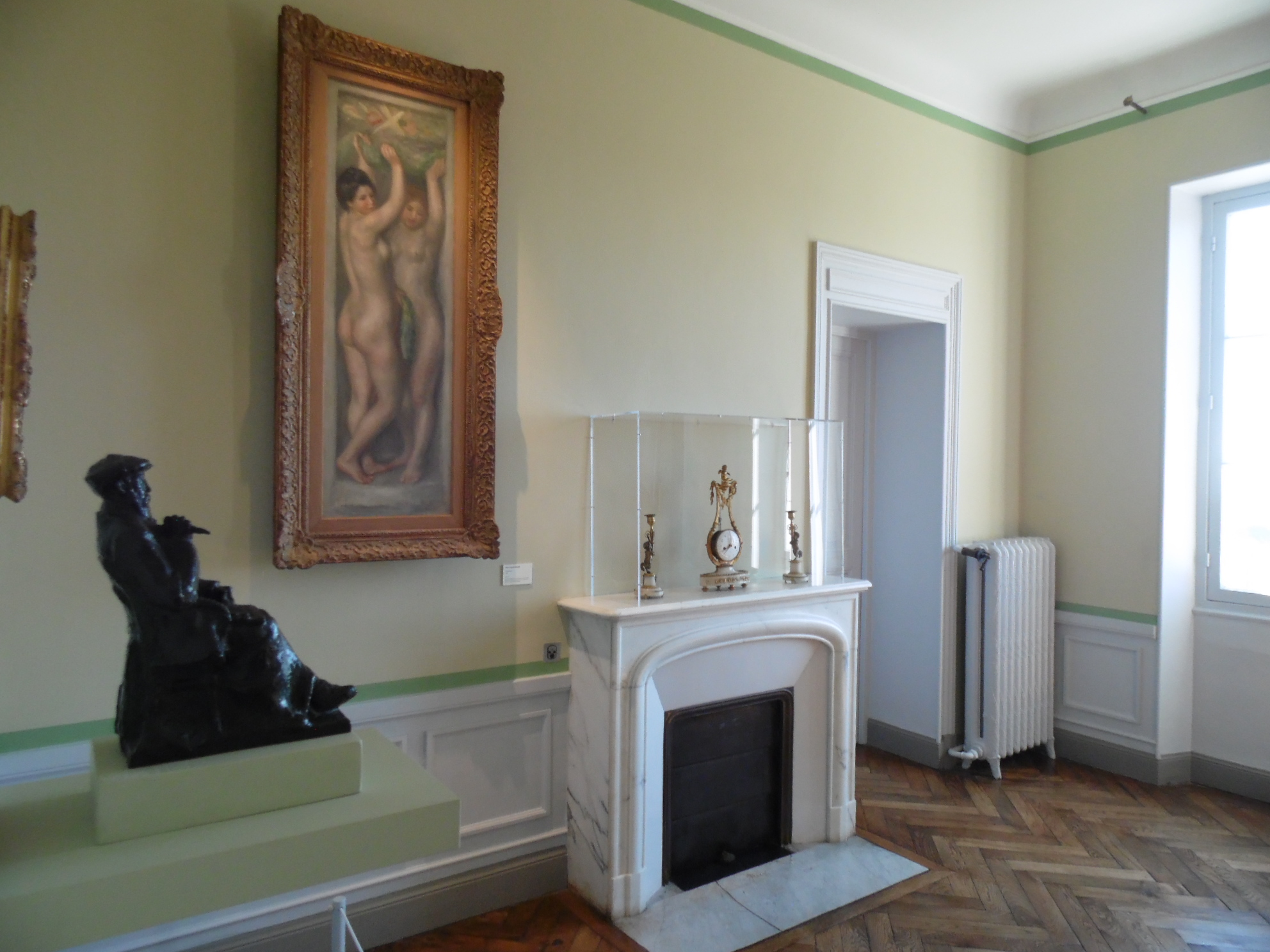
Musée Renoir: Interieur

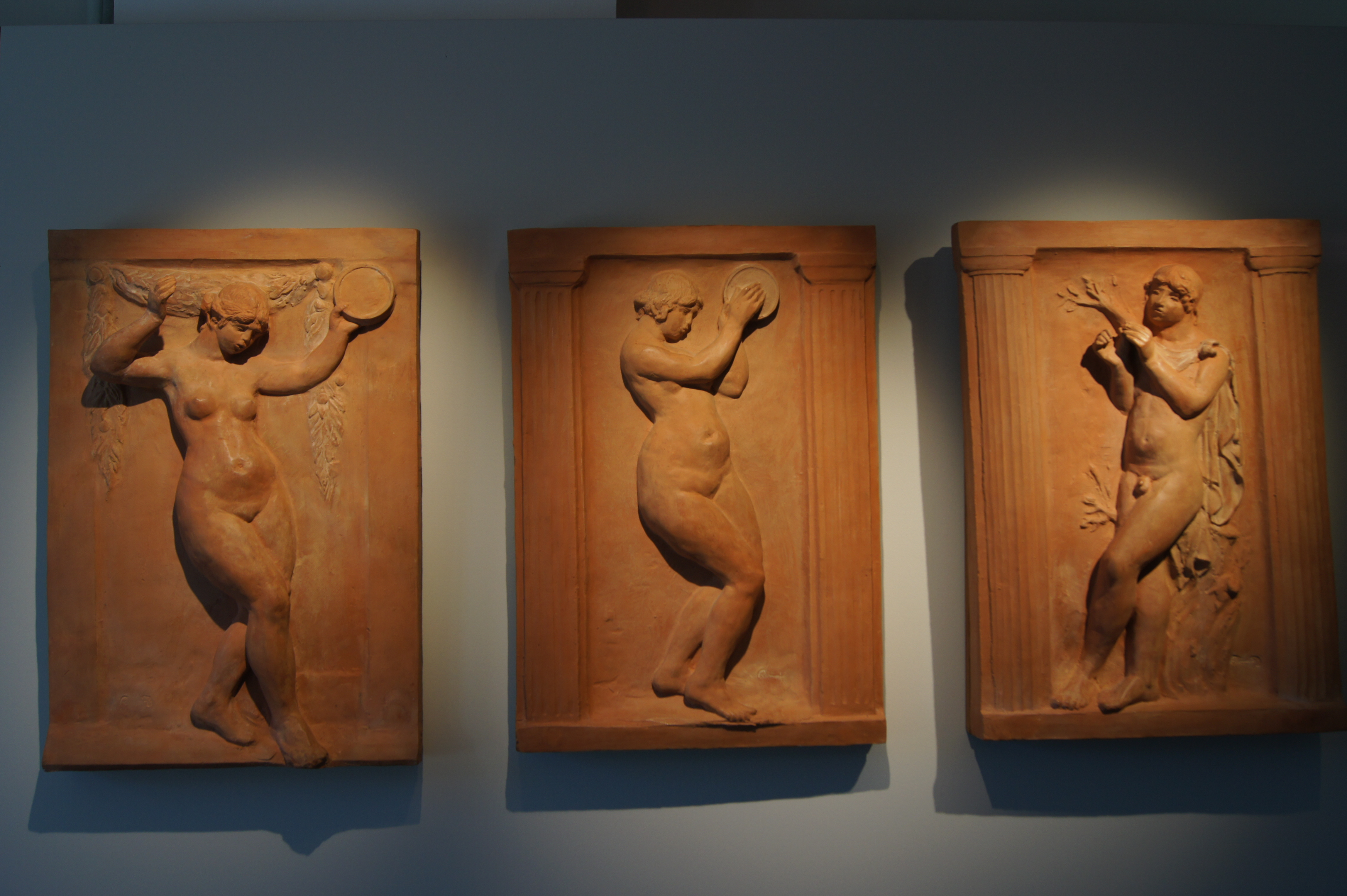
Pierre-Auguste Renoir und Richard Guino: Basrelief mit Tänzerinnen, ausgestellt im Musée Renoir in Cagnes-sur-Mer

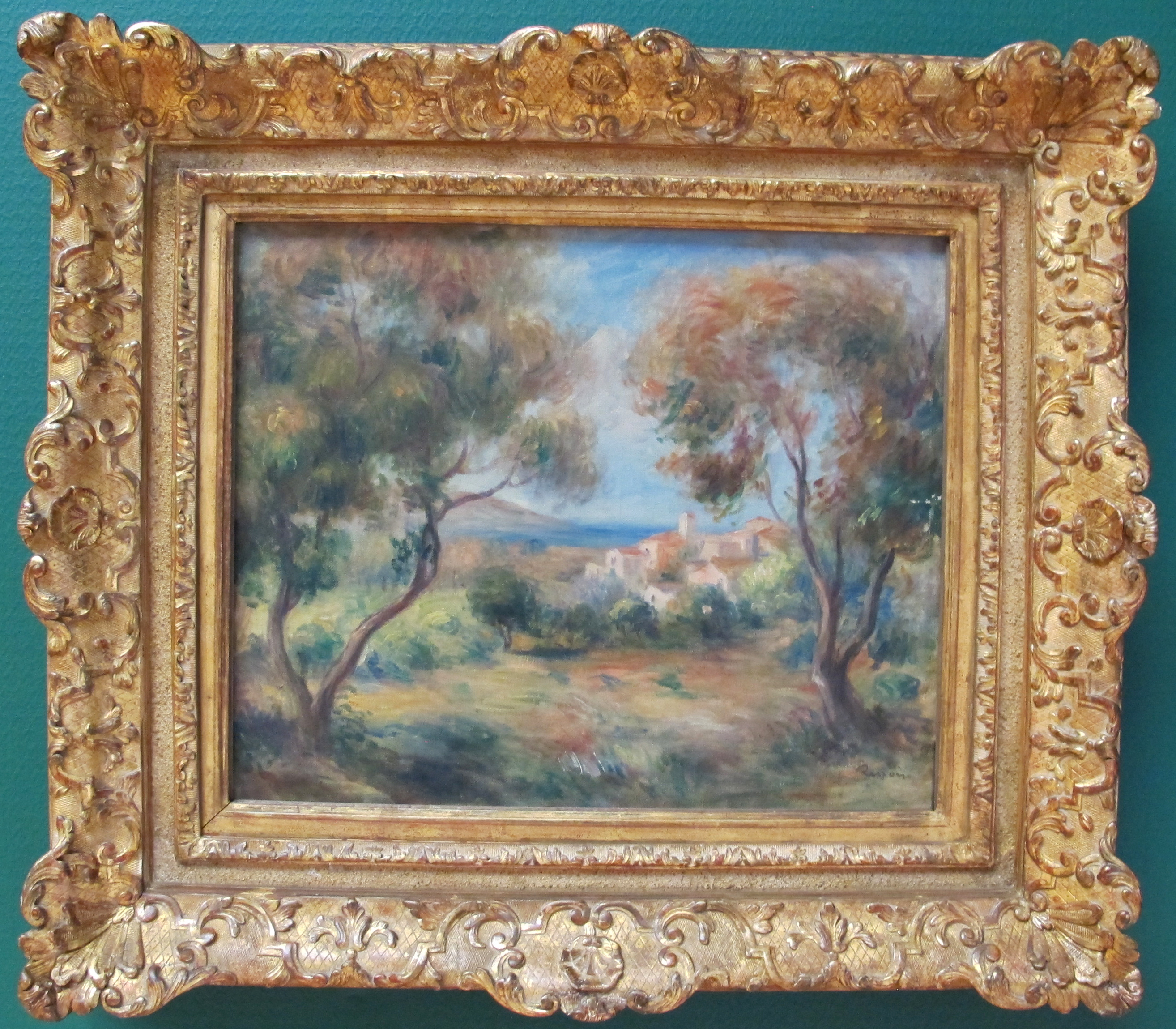
Pierre-Auguste Renoir: Ansicht von Cagnes

Nachdem Auguste Renoir 1903 Cagnes-sur-Mer entdeckt hatte, kaufte er am 28. Juni 1907 das drei Hektar große Anwesen „Domaine des Collettes“. Das Klima kam ihm entgegen, das Licht und die Landschaft überwältigten ihn und gaben ihm die Möglichkeit, die schillernden Farben der Olivenbäume, der Blumen und der Früchte seines Anwesens, auf die Leinwand zu bringen.
Renoir hätte gerne in dem alten rustikalen Bauernhaus gewohnt (heute Sitz der Association des Amis du Musée Renoir), aber da Madame Renoir sich ein geräumigeres Haus wünschte, ließ er 1908 von dem Architekten Jules Febvre aus Nizza ein Haus im neo-provenzalischen Stil mit zwei Künstlerateliers bauen. Im Herbst 1908 zog er dort ein und lebte mit seiner Frau Aline und den drei Kindern Pierre, Jean und Claude bis zu seinem Tod am 3. Dezember 1919 im Alter von 78 Jahren.

## Sammlung
In Cagnes-sur-Mer kam Renoir auch zum ersten Mal mit der Bildhauerei in Berührung. Da Renoir aufgrund einer Krankheit (rheumatoide Arthritis) seine Hände nicht mehr frei gebrauchen konnte, wandte er sich an einen jungen Maillol-Schüler, Richard Guino, der Renoirs bildhauerische Ideen aufnahm und bei deren Umsetzung half.
Das Renoir-Museum beherbergt 14 seiner Gemälde, 40 Skulpturen, zeitgenössische Möbel, Renoirs Atelier und persönliche Gegenstände. Im dazugehörigen Garten, dem Jardin de la Domaine des Collettes, steht die Bronzeskulptur Vénus Victrix (1916). Sie wurde 2022 restauriert.